# Elbafly
Elbafly – włoska linia lotnicza z siedzibą na Elbie. Głównym węzłem jest port lotniczy Marina di Campo. Linia została założona w 2005. Obsługują obecnie połączenia do Mediolanu, Pizy i Florencji.
Flota składa się z 1 Let L-410 Turbolet.